# 3835 Korolenko
3835 Korolenko este un asteroid din centura principală, descoperit pe 23 septembrie 1977 de Nikolai Cernîh.